# Ligurisch (oud)
Het Ligurisch is een taal die werd gesproken door de Liguriërs, een volk dat tot en met de tijd van het Romeinse Rijk in het noordwesten van Italië en het zuidoosten van Frankrijk woonde. Over de taal zelf is zeer weinig bekend, de informatie komt hoofdzakelijk van enkele overgeleverde plaats- of eigennamen. Het is vrij zeker dat het Ligurisch een Indo-Europese taal was, maar de precieze verwantschap met andere Indo-Europese talen is onbekend. Het Ligurisch lijkt vooral veel overeenkomst te vertonen met het Gallisch, Latijn en de Oskisch-Umbrische talen, en is hier mogelijk volledig mee geassimileerd.